# Walt Weiss
Walter William Weiss (Tuxedo, Nueva York, 28 de noviembre de 1963), más conocido como Walt Weiss, es un exjugador profesional estadounidense de béisbol que se desempeñó en la posición de campocorto en las Grandes Ligas de Béisbol (MLB). Logró obtener el premio Novato del Año.

## Carrera
Weiss jugó como profesional seis temporadas en Oakland Athletics (1987-1992), después pasó a Florida Marlins (1993), luego a Colorado Rockies (1994-1997), posteriormente a Atlanta Braves, donde jugó tres temporadas (1998-2000), y fue el equipo en el que se retiró.

## Premios
En 1988, fue galardonado con el premio Novato del Año.